# Jaime Bragança
Jaime Celestino Dias Bragança (Lisbona, 9 giugno 1983) è un ex calciatore portoghese, di ruolo centrocampista.

## Carriera
Ha giocato nella massima serie dei campionati portoghese, bulgaro, rumeno, thailandese e malaysiano.